# 始丰稿
《始豐稿》是徐一夔作品，共十四卷。
《始豐稿》有《織工對》一章，專門講述元末明初杭州織造之繁榮。1936年史家吴晗据《始丰稿·织工对》的记载，认为明朝初年已經出現资本主义萌芽。丁丙曾校编《始豐稿》十四卷，附補遺一卷。